# 吉田義人
吉田義人（よしだ よしひと、1969年2月16日 - ）は、日本の元ラグビー選手、ラグビー指導者。

## プロフィール
- 秋田県男鹿市出身。
- 現役時代のポジションはウィング(WTB)。
- 日本代表キャップは30。
- 2000年、日本人のプロラグビー選手としてフランスUSコロミエと契約する[1][2]。世界ラグビーのプロ化は1995年[3]、日本ラグビーのプロ化は2001年[4]。
- 2014年、7人制専門クラブチームであるサムライセブンを設立し、監督となる[1]。

## 経歴
小学3年生からラグビーを始め、男鹿東中時代に東日本中学生大会優勝。秋田工業高校では1年時からレギュラーとなり（名門チームの歴史においては、野球部と掛け持ちしていた落合博満にもできなかった偉業）全国制覇。高校3年夏には高校日本代表としてニュージーランドに遠征。高校ニュージーランド代表とも対戦した。
早くから各大学のスカウトが目に留め、本人の将来が体育教師志望という事もあり日体大に進学が決まりかけていたが、明治大学のセレクター（明治大学ラグビー部選手選抜委員）が日体大側を拝み倒して明大進学が決まった。北島忠治監督は吉田を明治のラグビー練習場・八幡山グラウンドで一目見て「これは将来の日本を背負う逸材だ」と見抜いた。正式入学前の練習試合に明治の一員として早くも出場。
1987年に明治大学に入学。明大ラグビー部では1年からレギュラーで活躍。伝説となった1987年の雪の早明戦に出場し、雪かき跡のぬかるんだ地面を駆け抜け、一時は同点となるトライを挙げている。
1988年には19歳で日本代表に選出され、オックスフォード大学戦で代表デビュー。
1989年の対スコットランドXV戦（秩父宮）では相手陣を一気に駆け抜ける圧巻のトライを挙げるなど歴史的勝利に貢献。
1990年明大4年時には主将となる。この年の早明戦では引分けで早大と共に両校優勝となる悲哀を味わった。その直後、しばらくは治療に専念する予定であったが第27回大学選手権1回戦で過去3年間で明大が2回負けている大阪体育大学と戦うことが決まったので出ないわけにはいかず、強行出場。準決勝では京都産業大学のフォワードに苦しんだが、後半に突き放して勝利、決勝で早稲田大と対戦。互いにマークが厳しくボールを持たせたい選手に回せない試合展開であったが、後半26分に逆転トライを決め、明大を2年ぶり8回目の大学日本一に導く。才能のあまり練習をなまけていたチームを目覚めさせ、学生最強集団へと復活させた。吉田が主将になってからは大きくて走れないフロントローにも妥協を許さずすべてのポジションの選手に同じ練習を課したという。一方で「4年生は神様」と言われていた明大を理不尽な上下関係のないチームに作り替えるなどの改革も行った。
1990年代の明治黄金時代は吉田の奮闘によるものが大きく、吉田を明治史上最高のキャプテンと評価する声が多い。
1991年伊勢丹に入社。同企業のラグビー部に入部。同年イングランドで開催された第2回W杯に出場。ジンバブエ戦では2トライを挙げるなど日本代表のW杯初勝利に貢献した。
1992年ニュージーランドラグビー協会100周年記念試合でニュージーランド代表（オールブラックス）とテストマッチで対戦する世界選抜に選出。トライを挙げる。当時、日本代表はまだニュージーランド代表と正式なテストマッチで対戦したことがなかったため、ニュージーランド代表とテストマッチで対戦した史上初の日本人となる。
1996年イングランドラグビー協会125周年記念試合に出場。
2000年に伊勢丹を退社し、フランスのUSコロミエに日本人プロラグビー選手として入団する。欧州はすでに1995年からラグビーユニオンがプロ化に移行していたが、日本ラグビーフットボール協会が日本国内選手とプロ契約を始めるのは、翌2001年からだった。
2004年3月28日オール早明戦（秩父宮）で引退。
引退後、2004年から2008年まで横河武蔵野アトラスターズのヘッドコーチ、ディレクターを務めた。
2009年4月に明治大学ラグビー部監督に就任、2013年まで務めた。
2014年、7人制専門クラブチーム「サムライセブン」を設立した。
私生活では、2008年7月にシンガー・ソング・ライターの大西亜里と結婚。2009年4月には、第一子となる男児が誕生している。

## プレースタイル
俊足に加え多少のタックルなら振り切る足腰の強さ、ステップやスワーブの巧みさ、トライに対する執着心の強さから、日本史上屈指のトライゲッターとされる。また、果敢なタックルも随所で見せているが、あまりにも攻撃時のイメージが強いためもあって防御面の評価はそれほど聞かれていない状況である。
サイズ的には非常に小柄であるが、スピード、プレーのキレ、大事な場面でトライを取り切るインパクトから、日本が世界に誇るウイングとして語り継がれている。

## 年表
- 1991年 - 明治大学を卒業。伊勢丹に入社。第2回W杯に日本代表で出場。
- 1995年 - 第3回W杯に再度、日本代表として出場。
- 2000年 - フランス・USコロミエに入団。1シーズン、プロ選手としてプレー。
- 2001年 - 三洋電機に移籍。
- 2003年 - 福岡サニックスボムズに移籍。
- 2004年 - 現役引退。横河電機ラグビー部ヘッドコーチに就任。
- 2008年 - 横河電機ラグビー部ディレクターに就任。
- 2009年 - 明治大学ラグビー部監督に就任。
- 2014年 - 7人制ラグビーの専門チームである「サムライセブン」を創設し、その代表に就任。

## メディア出演等
- ダラケ! 〜お金を払ってでも見たいクイズ〜（BSスカパー、2019年9月2日、「ラグビーレジェンドダラケ!」）